# Стадион Национал (1953)
Стадион Национал (1953) (рум. Stadionul Național (1953)) је био вишенаменски стадион у Букурешту, Румунија.

## Историја стадиона
Стадион је изграђен 1953. године за 4. Светски фестивал омладине и студената. Према књизи "Букурешт" коју је 1968. објавио Институт Пројекат Букурешт, Комплекс Спортив 23. августа дизајнирао је реномирани архитекта Вили Јустер.
У почетку познат као Стадионул 23. августа, касније је преименован у Стадионул Национал. Спортски комплекс, укључујући Национални стадион, назван је по Лији Манолиу (1932–1998), чувеном румунском спортисти.
Главна намена му је била за фудбалске утакмице.
После Револуције 1989., стадион је био домаћин бројних концерата, укључујући Мајкл Џексонов Dangerous World Tour 1. октобра 1992. са 90.000 посетилаца, као и History World Tour 14. септембра 1996. са 70.000 посетилаца.
У октобру 2005. донета је одлука о потпуној обнови стадиона, али због недостатка финансијских средстава, настављене су само одређене поправке. Касније су средства обезбеђена и обнова је требало да почне у новембру 2007. са планом да се нова арена са пет звездица заврши до априла 2010. Последња фудбалска утакмица одиграна на стадиону била је победа Румуније над Албанијом 6-1, 21. новембра 2007. После утакмице, уклоњено је неколико седишта као симболичан почетак радова на обнови. Стадион је затим срушен да би се направио простор за нови.

## Посећеност
Списак утакмица фудбалске репрезентације на Националном стадиону (бивши 23. август), са више од 50.000 људи.
| Датум              | Домаћин  | резултат | Гост            | Посета | Референца     |
| ------------------ | -------- | -------- | --------------- | ------ | ------------- |
| 28. септембар 1955 | Румунија | 1–0      | Белгија         | 90.000 | [ 1 ]         |
| 26. октобар 1958   | Румунија | 1–2      | Мађарска        | 90.000 | [ 2 ]         |
| 18. септембар 1955 | Румунија | 2–3      | East Germany    | 90.000 | [ 3 ]         |
| 16. новембар 1969  | Румунија | 1–1      | Грчка           | 62.577 | [ 4 ]         |
| 25. октобар 1953   | Румунија | 0–1      | Чехословачка    | 90.000 | [ 5 ]         |
| 29. мај 1955       | Румунија | 2–2      | Пољска          | 80.000 | [ 6 ]         |
| 25. новембар 1962  | Румунија | 3–1      | Шпанија         | 72.762 | [ 7 ]         |
| 30. мај 1965       | Румунија | 1–0      | Чехословачка    | 80.000 | [ 8 ]         |
| 12. мај 1963       | Румунија | 3–2      | Источна Немачка | 80.000 | [ 9 ] [ 10 ]  |
| 22. мај 1960       | Румунија | 0–2      | Чехословачка    | 80.000 | [ 11 ]        |
| 14. мај 1972       | Румунија | 2–2      | Мађарска        | 60.300 | [ 12 ]        |
| 16. април 1983     | Румунија | 1–0      | Италија         | 80.000 | [ 13 ]        |
| 1. јун 1975        | Румунија | 2–2      | Шкотска         | 52.203 | [ 14 ]        |
| 15. октобар 1980   | Румунија | 2–1      | Енглеска        | 80.000 | [ 15 ] [ 16 ] |
| 3. новембар 1957   | Румунија | 3–0      | Грчка           | 54.465 | [ 17 ]        |
| 29. септембар 1957 | Румунија | 1–1      | Југославија     | 68.758 | [ 18 ]        |
| 8. новембар 1959   | Румунија | 1–0      | Бугарска        | 80.000 | [ 19 ]        |
| 2. август 1959     | Румунија | 0–0      | Совјетски Савез | 80.000 | [ 20 ]        |
| 2. новембар 1958   | Румунија | 3–0      | Турска          | 70.000 | [ 21 ]        |
| 9. октобар 1955    | Румунија | 1–1      | Бугарска        | 70.000 | [ 22 ]        |
| 12. октобар 1969   | Румунија | 1–0      | Португалија     | 58.573 | [ 23 ]        |